# Przygoda na Broadwayu
Przygoda na Broadwayu (ang. The Barkleys of Broadway) – amerykański musical z 1949 roku z Ginger Rogers i Fredem Astaire’em, którzy zagrali razem ze sobą po dziesięciu latach rozłąki.

## Obsada
- Fred Astaire jako Josh Barkley
- Ginger Rogers jako Dinah Barkley
- Oscar Levant jako Ezra Miller
- Billie Burke jako pani Livingston Belney
- Gale Robbins jako Shirlene May
- Jacques François jako Jacques Pierre Barredout
- Clinton Sundberg jako Bert Felsher
- Inez Copper jako Pamela Driscoll
- George Zucco jako sędzia
- Hans Conried jako Ladislaus Ladi